# 德威察

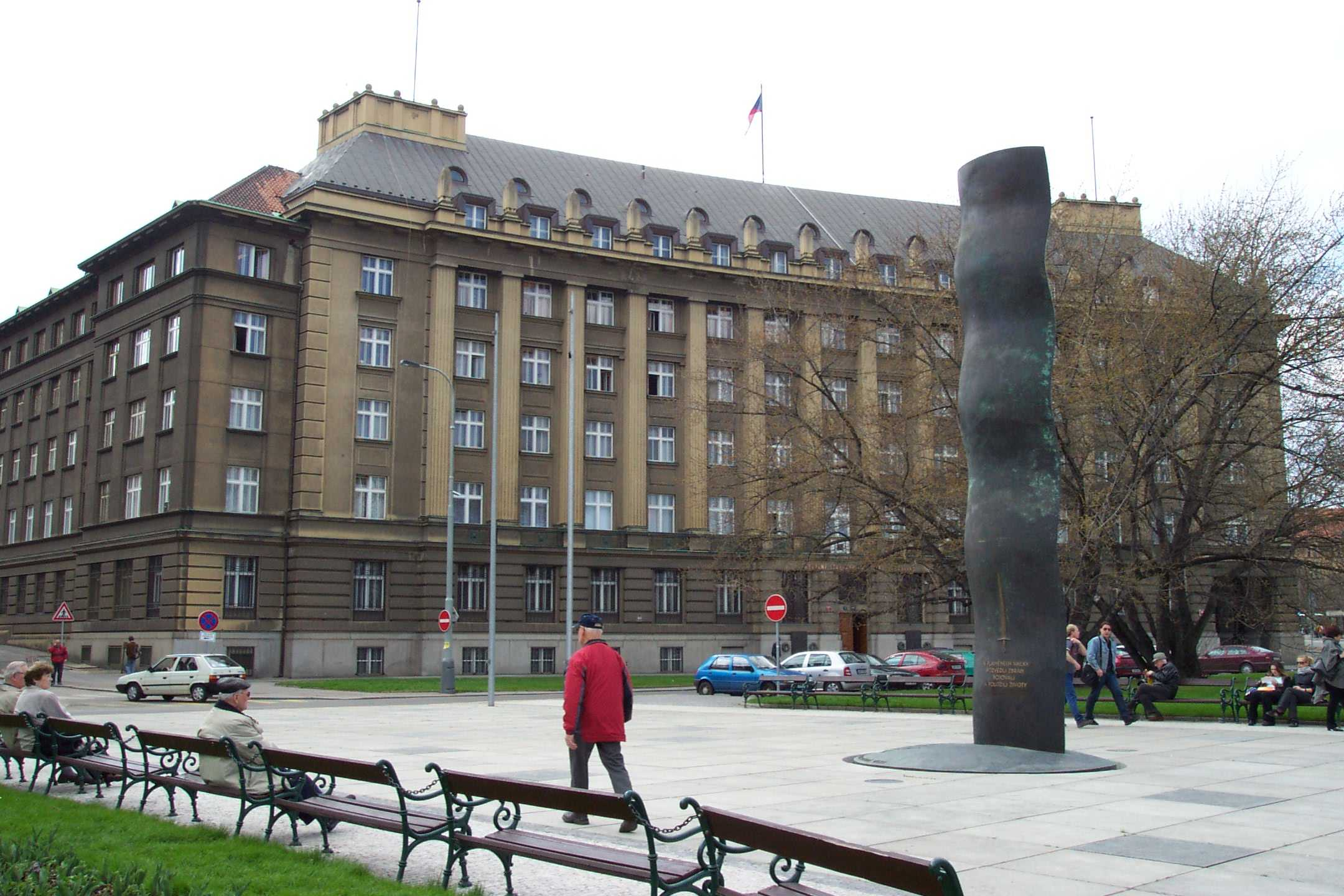
捷克軍隊總部位於德威察

德威察（Dejvice）是捷克首都布拉格的一個地區，位於布拉格第6區。德威察地區的歷史可以追溯至羅馬時代，是一個大學城。德威察也是捷克斯洛伐克時代最成功的足球俱樂部之一布拉格杜庫拉的主場所在地。